# Amb l'aigua al coll (pel·lícula del 1975)
Amb l'aigua al coll (títol original en anglès: The Drowning Pool) és una pel·lícula estatunidenca dirigida per Stuart Rosenberg, estrenada el 1975. Ha estat doblada al català.

## Argument
El detectiu privat californià Lew Harper (Paul Newman) és cridat a Louisiana per Iris Devereaux (Joanne Woodward), una antiga conquesta, per resoldre un assumpte de xantatge. La filla d'aquesta última, Schuyler (Mélanie Griffith), hi està implicada. Harper es troba igualment amb Kilbourne (Murray Hamilton), un magnat del petroli, així com amb el cap de la policia local Broussard (Anthony Franciosa) qui té un interès personal en l'assumpte.

## Repartiment
- Paul Newman: Lew Archer
- Joanne Woodward: Iris Devereaux
- Anthony Franciosa: Cap Broussard
- Murray Hamilton: Kilbourne
- Gail Strickland: Mavis Kilbourne
- Melanie Griffith: Schuyler Devereaux
- Linda Haynes: Gretchen
- Richard Jaeckel: Tinent Franks
- Paul Koslo: Candy
- Joe Canutt: Glo
- Andrew Robinson: Pat Reavis
- Coral Browne: Olivia Devereaux
- Richard Derr: James Devereaux